# William Ross Wallace
William Ross Wallace (Lexington, 1819 – New York, 5 maggio 1881) è stato un poeta statunitense, con origini scozzesi, generalmente noto per aver scritto la poesia "The Hand That Rocks the Cradle Is the Hand That Rules the World" ("La mano che fa dondolare la culla è la mano che governa il mondo").
Fu autore, tra gli altri, di un romanzo in versi, "Alban the Pirate" ("Alban il pirata"), e di due raccolte di poesie intensamente patriottiche e ai suoi tempi molto famose: "Meditations in America" ("Meditazioni in America") e "The Liberty Bell" ("La campana della libertà").

## Biografia
William Ross Wallace nacque a Lexington, nel Kentucky, nel 1819. Wallace venne educato all'Università dell'Indiana e all'Hanover College, nell'Indiana, e studiò giurisprudenza a Lexington. Nel 1841, si trasferì a New York, dove intraprese la carriera d'avvocato e allo stesso tempo si impegnò in attività letterarie.
Il primo lavoro che attirò critiche favorevoli fu un poema intitolato "Perdita", pubblicato sulla Union Magazine, il quale fu poi seguito da "Alban the Pirate" ("Alban il pirata" - 1848), una storia d'amore poetica e da "Meditations in America" ("Meditazioni in America" - 1851). Altre poesie che hanno raggiunto popolarità includono "The Sword of Bunker Hill" ("La spada di Bunker Hill" - 1861), un inno nazionale; "Keep Step with the Music of the Union" ("Mantieni il passo con la musica dell'Unione" - 1861); "The Liberty Bell" ("La campana della libertà" - 1862); e la sua poesia più famosa, "The Hand That Rocks the Cradle Is the Hand That Rules the World" ("La mano che fa dondolare la culla è la mano che governa il mondo" - 1865), una poesia che elogia la maternità. 
Edgar Allan Poe, amico di Wallace, si riferiva a lui come "uno dei più nobili poeti statunitensi".
Wallace morì nella sua abitazione di New York il 5 maggio 1881, una settimana dopo aver subito un ictus. Al momento della sua morte stava lavorando a un libro intitolato Piaceri del bello. 

## Opere
- The Battle of Tippecanoe, Triumphs of Science, and Other Poems (1837)
- Wordsworth: A Poem (1846)
- Alban the Pirate: A Romaunt of the Metropolis (1848)
- Meditations in America, and Other Poems (1851)
- Prattsville, an American Poem (1852)
- The Loved and the Lost (1856)
- Progress of the United States: Henry Clay, an Ode "Of Thine Own Country Sing" (1856)
- Patriotic and Heroic Eloquence: A Book for the Patriot, Statesman and Student (1861)
- The Liberty Bell (1862)